# Пату-Брагаду
Пату-Брагаду (порт. Pato Bragado)  —  муниципалитет в Бразилии, входит в штат Парана. Составная часть мезорегиона Запад штата Парана. Входит в экономико-статистический  микрорегион Толеду. Население составляет 4428 человек на 2006 год. Занимает площадь 135,285 км². Плотность населения — 32,7 чел./км².

## Статистика
- Валовой внутренний продукт на 2003 год составляет 51 860 808,00 реалов (данные: Бразильский институт географии и статистики).
- Валовой внутренний продукт на душу населения на 2003 год составляет 12 191,07 реалов (данные: Бразильский институт географии и статистики).
- Индекс развития человеческого потенциала на 2000 год составляет 0,821 (данные: Программа развития ООН).